# Trichinelóza

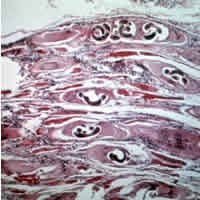
Trichinella spiralis ve svalech

Trichinelóza (latinsky trichinellosis) je parazitární onemocnění zvířat a člověka způsobené hlísticí rodu Trichinella. Onemocnění je dáno přítomností larev trichinel v kosterní svalovině ale i dalších orgánech.

## Původce

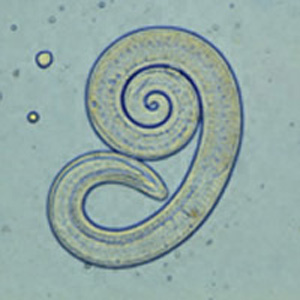
Trichinella spiralis

Onemocnění způsobuje hlístice rodu Trichinella patřící do kmene Nematoda, třídy Adenophorea, čeledi Trichinellidae. V minulosti byl pokládán za původce onemocnění pouze jeden druh – svalovec stočený Trichinella spiralis (Owen, 1835). Dnes je již popsáno celkem 7 druhů svalovců:
- Trichinella spiralis (Owen, 1835) – svalovec stočený
- Trichinella nativa
- Trichinella britovi
- Trichinella nelsoni
- Trichinella pseudospiralis
- Trichinella murrelli
- Trichinella papuae

Jednotlivé druhy se liší ve své patogenitě, spektru hostitelů a rozšíření.
Dospělé pohlavně zralé trichinely (tj. svalovci) žijí ve střevě. Samci měří 1–1,8 mm, samice 1,3–3,7 mm. Larvy v kapsulách ve svalovině jsou dlouhé až 1,3 mm.

## Epizootologie
Je známo více než 150 vnímavých druhů zvířat, u kterých byla zjištěna přítomnost trichinel.
U trichinel existují velmi komplikované cykly přenosu v prostředí. Rozlišujeme základní sylvatický (lesní), synantropní a smíšený cyklus. U synantropního cyklu dominují prasata domácí, hlodavci a člověk. U sylvatických cyklů je počet zvířat daleko vyšší a vztahy dost komplikované. Významnou roli v přenosu v sylvatickém cyklu hraje kanibalismus, karnivorismus a nekrofágie.
Člověk se nakazí konzumací nedostatečně tepelně upraveného masa (např. klobásy uzené studeným kouřem). V našich podmínkách nejčastěji z masa vepřového či z divočáka. Riziko však představuje i maso psí, koňské, z jezevce, z nutrie, z rysa a řady dalších masožravců. Larvy trichinel druhu T. britovi, T. nativa a Trichinella T6 jsou odolné vůči mrazu. Při teplotách −10 °C mohou přežívat larvy v mraženém mase od 2 do 12 měsíců, při teplotách −30 °C je doba přežití larev kratší.

## Historie
Trichinelóza se u člověka vyskytovala už v dobách minulých a její výskyt byl vždy spojen s konzumací syrového nebo polosyrového masa. Nejstarším nálezem je průkaz původce v mumii mladého Egypťana z doby před 1200 př. n. l. [zdroj?]. Parazita objevil v Londýně v roce 1835 student medicíny James Paget a ve stejném roce jej Robert Owen popsal a pojmenoval jako Trichina spiralis. O 60 let později byl parazit přejmenován na dnešní Trichinella spiralis.
První epidemie byla na území Čech a Moravy zaznamenána poprvé v roce 1865. Tehdy v pěti obcích na Liberecku onemocnělo 34 lidí. Od té doby bylo na našem území zjištěno 19 epidemií, trichinelózou onemocnělo 1000 lidí a 50 z nich zemřelo. Na Slovensku proběhla celá řada epidemií, přičemž zřejmě největší proběhla v roce 1998. Zdrojem nákazy nebylo maso domácích nebo divokých prasat, ale maso psí. K výrobě tradičních klobás bylo použito maso čtyř k tomuto účelu vykrmených psů. Malou obec ve středu Slovenska (Valaská u Banské Bystrice) navštívili lidé z jiných koutů Slovenska, klobásy ochutnali a ještě dostali výslužku. Nákaze se tak dostala i do jiných krajů. Celkem onemocnělo 336 lidí, nejčastěji muži v aktivním věku. Nejmladším nakaženým bylo tříleté dítě, nejstarší pacient měl 65 let. Žádný z pacientů nezemřel, ale 2 gravidní ženy po infekci potratily [zdroj?].

## Klinické příznaky u lidí
Inkubační doba závisí na množství pozřených larev, druhu trichinel, imunitním stavu člověka. Obvykle se pohybuje od 1 do 4 týdnů.
Vzhledem k charakteru vývojového cyklu parazita má onemocnění dvě základní fáze:
- střevní fáze – po pozření larvy dospívají, po kopulaci se samičky zavrtávají do stěny střevní, kde produkují nové larvy;
- svalová fáze – larvy produkované samicemi trichinel migrují po těle až do příčně pruhované svaloviny, během migrace mohou procházet všemi tkáněmi a vyvolávat tak různé příznaky.

Onemocnění zpravidla začíná nespecifickými příznaky: horečka, třesavka, bolest hlavy, intenzivní pocení. Postupně se přidává edém obličeje, nevolnost, zvracení a průjem. Jakmile se larvy dostávají do svaloviny vznikají bolesti svalů, svalové třesy atd. Mezi komplikace, které mohou vzniknout při trichinelóze, patří:
- kardiovaskulární komplikace:
  - myokarditida – projevuje se tachykardií a nepravidelným rytmem srdečním;
  - tromfoflebitida;
  - tromboembolie;
  - plicní embolie;
- nervové komplikace:
  - encefalitida – závratě, poruchy vidění, ochrnutí částí těla;
- oční komplikace:
  - edémy a vaskulární léze rohovky, sítnice, spojivky;
- respirační komplikace:
  - pneumonie – projevuje se dušností.

## Diagnostika
Sérologické metody: nejběžnější je ELISA, Western Blot
další vyšetření:
- hematologie – eosinofilie (= zvýšený počet eosinofilů v krvi);
- biochemie – zvýšené aktivity svalových enzymů;
- elektromyografie;
- biopsie ze svalů – nález larev.

## Terapie
Anthelmintika: albendazol, mebendazol, thiabendazol +
společně s glukokortikosteroidy.